# Midsunds kommun
Midsunds kommun (norska: Midsund kommune) var en kommun i Møre og Romsdal fylke i västra Norge. Kommunen bestod av öarna Otrøya, Midøya och Dryna, förbundna sinsemellan med broar, samt de mindre öarna Magerøya och Tautra. Centralort var tätorten Midsund.
Midøya och Otrøya har utpräglade fjällmassiv, i synnerhet Opstadshornet som förväntas rasa ner i fjorden och skapa stor ödeläggelse söderut mot Rekdal och också in mot Moldefjorden. 
Spår av bosättningar har hittats från stenåldern, 6-8000 år f.Kr, samt från 1400-talet. 
Kommunen hade 1 939 invånare i januari 2005, varav 50,3% var män. Andelen kvinnor och män över 67 år var 18,3%. Arbetslösheten var 2,3%. Befolkningstillväxten var då stabil. Fiske och jordbruk var de näringar som engagerade flest invånare i kommunen.

## Administrativ historik
Områdets ursprungliga kommun Aukra, delades 1924 i Nord-Aukra och Sør-Aukra. 1965 bildades Midsunds kommun genom att Sør-Aukra kommun lades samman med delar av Vatne kommun. Nord-Aukra kom att ingå i Aukra kommun.
2020 slogs kommunen samman med Molde kommun.

## Kommunvapen
Kommunvapnet, «Ut Mot Havet», faststäldes 1987. Det visar två trianglar, vilka symboliserar de två öarna Otrøya och Midøya.

## Tätorter
Kommunens enda tätort var centralorten Midsund med 503 invånare (2011).